# Municipio de Eckford
El municipio de Eckford (en inglés: Eckford Township) es un municipio ubicado en el condado de Calhoun en el estado estadounidense de Míchigan. En el año 2010 tenía una población de 1303 habitantes y una densidad poblacional de 14,11 personas por km².

## Geografía
El municipio de Eckford se encuentra ubicado en las coordenadas 42°11′32″N 84°53′30″O / 42.19222, -84.89167. Según la Oficina del Censo de los Estados Unidos, el municipio tiene una superficie total de 92.35 km², de la cual 91,68 km² corresponden a tierra firme y (0,73 %) 0,67 km² es agua.

## Demografía
Según el censo de 2010, había 1303 personas residiendo en el municipio de Eckford. La densidad de población era de 14,11 hab./km². De los 1303 habitantes, el municipio de Eckford estaba compuesto por el 97,39 % blancos, el 0,31 % eran afroamericanos, el 0,38 % eran amerindios, el 0,77 % eran asiáticos, el 0,15 % eran de otras razas y el 1 % eran de una mezcla de razas. Del total de la población el 1,69 % eran hispanos o latinos de cualquier raza.